# Route européenne 841
Pour les articles homonymes, voir Route 841.
La route européenne 841 est une route en Italie.